# Christoph Höhenleitner
Christoph Höhenleitner (* 10. August 1983 in Dachau) ist ein deutscher Eishockeyspieler und -trainer, der seit 2020 bei den Young GRIZZLYS Wolfsburg dem Trainerstab angehört.

## Karriere
Der 1,80 m große Stürmer kommt aus der Jugend des ASV Dachau und begann seine sportliche Profi-Karriere 2000 beim TSV Erding, für den er zwei Jahre lang spielte. Nach einem Jahr im Juniorenteam der Augsburger Panther wechselte der Linksschütze zur Saison 2003/04 zum Zweitligisten EV Regensburg. Nachdem ihm dort in seiner ersten Saison zunächst vier Scorerpunkte gelangen, konnte der Angreifer in der folgenden Spielzeit eine starke Leistungssteigerung verbuchen und erzielte 29 Punkte. Zu Beginn der Saison 2005/06 wechselte Höhenleitner schließlich in die Deutsche Eishockey Liga zum ERC Ingolstadt, wo er in seiner ersten Spielzeit zwei Tore erzielen und vier weitere vorbereiten konnte.
Zur Saison 2007/08 unterschrieb Christoph Höhenleitner einen Vertrag beim Ligakonkurrenten Grizzly Adams Wolfsburg, für die er in den folgenden Jahren in der höchsten deutschen Profispielklasse aufs Eis ging. Zu seinen größten Erfolgen mit den Wolfsburgern gehört unter anderem der Gewinn des Deutschen Eishockeypokals 2009 sowie das Erreichen des DEL-Play-off-Finales 2011, 2016 und 2017.
Höhenleitner war zu Beginn der Saison 2019/20 der dienstälteste Spieler der Wolfsburger Mannschaft und begann seine 13. Spielzeit bei dem Team. Insgesamt erzielte er 96 Tore in 686 DEL-Partien für Wolfsburg, ehe er seine Karriere im März 2020 zunächst beendete und Trainer im Nachwuchsbereich der Grizzlys wurde. Im Januar 2021 kehrte er für 13 Spiele für die Hannover Scorpions aufs Eis zurück.

## Karrierestatistik
(Legende zur Spielerstatistik: Sp oder GP = absolvierte Spiele; T oder G = erzielte Tore; V oder A = erzielte Assists; Pkt oder Pts = erzielte Scorerpunkte; SM oder PIM = erhaltene Strafminuten; +/− = Plus/Minus-Bilanz; PP = erzielte Überzahltore; SH = erzielte Unterzahltore; GW = erzielte Siegtore; 1 Play-downs/Relegation; Kursiv: Statistik nicht vollständig)